# Anisobrotica
Anisobrotica là một chi bọ cánh cứng trong họ Chrysomelidae.
Chi này được Bechyne & Bechyne miêu tả khoa học năm 1969.

## Các loài
Các loài trong chi này gồm:
- Anisobrotica binisculpta (Bechyne & Bechyne, 1969)
- Anisobrotica donckieri (Baly, 1890)
- Anisobrotica notaticollis (Baly, 1889)
- Anisobrotica thesea (Bechyne, 1958)